# Deuda de honor
Deuda de honor (título original en inglés, Debt of Honor) es una novela de Tom Clancy del año 1994. Es una continuación de la serie de novelas de Jack Ryan. En esta novela, Ryan es el asesor nacional de seguridad de los Estados Unidos cuando el gobierno japonés (controlado por un grupo de poderosos empresarios conocidos como los zaibatsu) inician un conflicto bélico en contra de los Estados Unidos. 

## Resumen de la historia
La historia inicia con la aprobación de la ley "Trade Reform Act", la cual le permite a los Estados Unidos replicar las prácticas de comercio de los países de los cuales importa productos. Esta ley es aplicada inmediatamente contra productos japoneses, lo cual ocasiona un gran daño a la economía japonesa. Enfrentando una inminente crisis financiera, los zaibatsu deciden tomar control de Japón e iniciar acciones militares para salvaguardar la economía de su país. Junto con China e India, el plan incluye diezmar la presencia americana en el pacífico con el fin de restablecer la Gran esfera de coprosperidad de Asia Oriental, e incluye una posible invasión chino-japonesa de Siberia en busca de sus recursos naturales.
Japón inicia su parte de las operaciones contra los Estados Unidos lanzando "accidentalmente" torpedos a dos portaaviones (el USS John C. Stennis y el USS Enterprise) y dos submarinos (el USS Asheville y el USS Charlotte) de la Flota del Pacífico de la Armada de los Estados Unidos durante la conclusión de un ejercicio naval conjunto. Simultáneamente, los japoneses inician una serie de complicadas operaciones que ocasionan el colapso del mercado de valores estadounidense, dejando al país en una enorme desventaja económica. Mientras tanto, miembros de las Fuerzas de Autodefensa de Japón ocupan las islas Marianas. Los zaibatsu, bajo el liderato de Raizo Yamata, creen que estos dos elementos, combinados con la adquisición de misiles balísticos intercontinentales rusos SS-19 serán suficiente para obligar a los Estados Unidos a negociar un acuerdo.

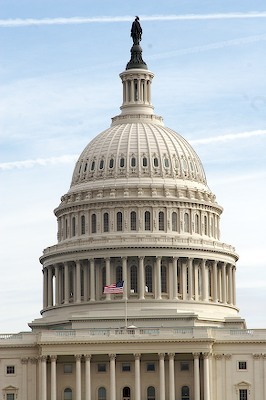
El Capitolio es destruido al final de la novela

Mientras los Estados Unidos y delegados japoneses negocian la solución pacífica al conflicto, el recientemente elegido asesor nacional de seguridad, Jack Ryan, y el SVR de Rusia determinan las acciones encubiertas de Japón y sus verdaderas intenciones. Temerosos de una inevitable guerra nuclear entre China y Rusia, Ryan convence al presidente estadounidense Roger Durling que el país debe tomar acción inmediata para detener la ocupación japonesa, con la esperanza que esto merme la participación de India y China en el conflicto. Así, los Estados Unidos ejecutan dos ataques con precisión quirúrgica contra Japón, que resultan en el asesinato de casi todos los zaibatsu y el cese de la ocupación de las islas Marianas.
El final del libro tiene un paralelismo incidental con los atentados del 11 de septiembre de 2001. Un piloto nacionalista de Japan Airlines vuela su Boeing 747 directo contra el Capitolio durante una sesión del Congreso con el presidente Durling. Casi toda la línea de sucesión presidencial es eliminada en este ataque. Ryan, quien recién había sido elegido como vicepresidente, es inmediatamente juramentado como presidente e inicia su periodo presidencial en la novela siguiente, Órdenes Ejecutivas (Executive Orders).

## Nombre del Libro
El libro deriva su nombre de la frase "Debt of Honor" (Deuda de honor), cuando Jack Ryan le dice al presidente Durling que el gobierno de los Estados Unidos tiene una deuda de honor con los habitantes de las islas Marianas, quienes habían decidido democráticamente continuar bajo la autoridad de los Estados Unidos.
- Datos: Q1300587